# تورزنکا
تورزنکا (به لاتین: Turzonka) یک منطقهٔ مسکونی در لهستان است که در Gmina Dziemiany واقع شده‌است.

## خصوصیات
تورزنکا ۱۸ نفر جمعیت دارد.